# Berdimuhamedow-Monument
Das Berdimuhamedow-Monument (turkmenisch Arkadag binasy) ist ein Reiterstandbild des turkmenischen Präsidenten Gurbanguly Berdimuhamedow in Aşgabat, der Hauptstadt des zentralasiatischen Staates.

## Lage
Das Monument befindet sich auf einem Platz abseits des Stadtzentrums im Südwesten Aşgabats in der Nähe des Hochzeitspalastes. Vor der Errichtung des Berdimuhamedow-Monuments befand sich an der Stelle der Neutralitätsbogen, der dem Personenkult um den früheren Präsidenten Saparmyrat Nyýazow entstammte. Im August 2010 wurde der Neutralitätsbogen auf Anweisung Berdimuhamedows in einen weniger zentralen Teil der Stadt versetzt. Bald darauf begannen die Planungen für ein neues Monument, das den neuen Präsidenten Berdimuhamedow ehren und zu seinem Personenkult beitragen sollte.

## Monument
Das Monument mit einer Gesamthöhe von mehr als 20 Metern besteht aus einem mächtigen Sockel aus weißem Marmor, auf dem das Reiterstandbild des Präsidenten platziert ist. Dieses ist mit 24-karätigem Blattgold überzogen. Die Darstellung verweist auf die Leidenschaft Berdimuhamedows für Pferde und den Reitsport. So nimmt er jährlich an Pferderennen anlässlich des Tags des turkmenischen Pferdes teil und hat zu Ehren seines Lieblingspferdes sogar ein Musikvideo produziert.
Das Monument wurde am 25. Mai 2015 feierlich eröffnet.